# Lifestylez ov da Poor & Dangerous
Lifestylez ov da Poor & Dangerous är Big Ls debutalbum, släppt den 28 mars 1995, genom Sony Records. Ansett som ett klassiskt album inom hiphop.

## Låtlista
1. "Put It On"
2. "MVP"
3. "No Endz, No Skinz"
4. "8 Iz Enuff"
5. "All Black"
6. "Danger Zone"
7. "Street Struck"
8. "Da Graveyard"
9. "Lifestylez ov da Poor & Dangerous"
10. "I Don't Understand It"
11. "Fed Up wit the Bullshit"
12. "Let 'Em Have It 'L'"